# ナビール・エル＝アラビー

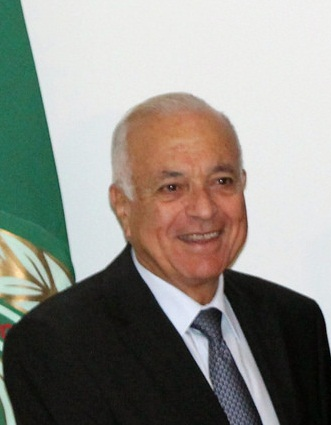
ナビール・エル＝アラビー

ナビール・アブドッラー・エル＝アラビー（アラビア語: نبيل عبد الله العربى、Nabil El-Arabi、1935年3月15日 - 2024年8月26日）は、エジプトの外交官、政治家。同国外相、アラブ連盟事務局長（第7代）を歴任した。「ナビル・エルアラビ」「ナビル・アラビ」と表記されることもある。

## 生涯
カイロ大学卒。法学博士（ニューヨーク大学）。
駐インド大使（1981年 - 1983年）、エジプト国連大使（1991年 -1999年）をつとめたほか、1978年のキャンプデービット交渉に参加した。2001年から2006年まで国際司法裁判所判事、2011年からアラブ連盟事務局長。
2012年の大統領選挙に出馬するのではないか、との見方が出ていたが、出馬しなかった。
2024年8月26日に死去。89歳没。